# Aphiloscia ovamboensis
Aphiloscia ovamboensis är en kräftdjursart som beskrevs av Franco Ferrara och Stefano Taiti 1985. Aphiloscia ovamboensis ingår i släktet Aphiloscia och familjen Philosciidae. Inga underarter finns listade i Catalogue of Life.